# 제인 맬렛
제인 맬렛(Jane Mallett, 1899년 4월 17일 ~ 1984년 4월 14일)은 캐나다의 배우이다.

## 영화
- 코스믹 크리스마스 (1977년)
- 스위트 무비 (1974년)